# Fenelzina
La fenelzina (Margyl) è farmaco appartenente alla classe degli inibitori non selettivi delle monoaminossidasi (IMAO) in commercio fin dagli anni 60 e approvato come trattamento antidepressivo ed ansiolitico. Gli IMAO, pur presentando spesso un'efficacia superiore rispetto ad altre classi di antidepressivi, sono considerati una scelta di seconda linea per via di alcune interazioni farmacologiche e alimentari potenzialmente gravi che richiedono una dieta con cibi privi di tiramina.

## Indicazioni
La fenelzina è usata primariamente nel trattamento della depressione maggiore e dei disturbi d'ansia, specie nel caso delle depressioni "atipiche" come la distimia, le depressioni non endogene e neurotiche, depressioni resistenti ad altri trattamenti dove mostra un'efficacia spesso maggiore alle altre classi di farmaci antidepressivi. Inoltre è stato trovato efficace nel trattamento della depressione bipolare, disturbo da attacchi di panico, disturbo da ansia sociale, bulimia e disturbo da stress post traumatico (PTSD).
Come altri antidepressivi richiede diverse settimane prima di espletare a pieno gli effetti terapeutici. I dosaggi tipici sono di 30–90 mg al giorno specie nelle prime settimane di trattamento, che possono poi anche essere ridotti a 15 mg a giorni alterni nel corso della terapia di mantenimento.

## Farmacologia
Agisce come un inibitore irreversibile e non selettivo degli enzimi Monoammino Ossidasi di tipo A e B, responsabili della degradazione di importanti neurotrasmettitori (le cosiddette monoamine serotonina, dopamina, noradrenalina ma anche melatonina, octopamina, triptamine e feniletilamina) responsabili della regolazione del tono dell'umore. L'inibizione massima di tali enzimi si instaura nel corso dei primi giorni di trattamento e si protrae per anche 2 settimane a seguito della sua sospensione. Viene inoltre metabolizzato in feniletilamina che potrebbe contribuire al suo potenziale antidepressivo.
Inibisce inoltre l'attività delle alanina e GABA transaminasi (ALA-T e GABA-T) che porta un incremento dei livelli di alanina e GABA. In particolare quest'ultima sembra contribuire notevolmente agli effetti ansiolitici del composto. L'inibizione delle ALA-T potrebbe essere invece alla base delle rare complicazioni epatiche osservate durante il trattamento.
Raggiunge il picco plasmatico in 43 minuti e l'emivita è di 11,6 ore. Viene principalmente metabolizzato nel fegato per via ossidativa ed escreto per il 73% attraverso le urine. Può influenzare l'attività del citocromo P450.

## Effetti collaterali
Farmaco generalmente ben tollerato; gli effetti collaterali più comuni sono insonnia, sonnolenza, disturbi gastro intestinali (nausea e diarrea), bocca secca, ipotensione ortostatica e posturale (specie a dosaggi elevati), mal di testa, disturbi pressori, sudorazione, midriasi, tremori. I disturbi della sfera sessuale sono meno frequenti che con altre classi di antidepressivi. Segnalati casi di complicazioni epatiche anche gravi specie in soggetti con preesistenti patologie del fegato, infezioni virali e alcolisti.
Come altri farmaci di questa classe, interagisce con alcune sostanze contenute in farmaci e cibi (le cosiddette ammine simpaticomimetiche) e può dare luogo a crisi ipertensive anche gravi o a sindromi serotoninergiche, rarissimamente letali: va evitata l'assunzione concomitante di farmaci adrenergici (efedrina), farmaci anti obesità (come la fenfluramina) stimolanti (come amfetamine e altre sostanze d'abuso), antidolorifici oppiacei e cibi ricchi di tiramina (soprattutto cibi stagionati come insaccati, formaggi, estratti di lievito, tofu e alcuni legumi); va prestata particolare attenzione alla somministrazione contemporanea di farmaci ad azione serotoninergica (alcuni antidepressivi come gli SSRI\SNRI), levodopa, triptofano, tirosina, dopamina, alcuni anestetici locali o generali.
Il farmaco, per questi rari ma gravi effetti collaterali, in Italia è stato ritirato dal commercio, poi riammesso col nome di Margyl, da utilizzare con una dieta a basso contenuto di alimenti con tiramina.
La fenelzina può provocare una diminuzione dei livelli di vitamina B6, per cui ne è raccomandata l'integrazione nel corso del trattamento.